# Alizée Agier
Alizée Agier (7 de julio de 1994) es una deportista francesa que compite en karate, en la modalidad de kumite.
Ganó cuatro medallas en el Campeonato Mundial de Karate entre los años 2014 y 2021, y siete medallas en el Campeonato Europeo de Karate entre los años 2016 y 2023. En los Juegos Europeos de Cracovia 2023 consiguió una medalla de bronce.

## Palmarés internacional
| Campeonato Mundial | Campeonato Mundial      | Campeonato Mundial | Campeonato Mundial |
| Año                | Lugar                   | Medalla            | Prueba             |
| ------------------ | ----------------------- | ------------------ | ------------------ |
| 2014               | Bremen (Alemania)       | Medalla de oro     | –68 kg             |
| 2016               | Linz (Austria)          | Medalla de oro     | Por equipos        |
| 2021               | Dubái (EAU)             | Medalla de plata   | Por equipos        |
| 2021               | Dubái (EAU)             | Medalla de bronce  | –68 kg             |
| Juegos Europeos    |                         |                    |                    |
| Año                | Lugar                   | Medalla            | Prueba             |
| 2023               | Bielsko-Biała (Polonia) | Medalla de bronce  | –68 kg             |
| Campeonato Europeo |                         |                    |                    |
| Año                | Lugar                   | Medalla            | Prueba             |
| 2016               | Montpellier (Francia)   | Medalla de bronce  | Por equipos        |
| 2017               | İzmit (Turquía)         | Medalla de plata   | –68 kg             |
| 2017               | İzmit (Turquía)         | Medalla de bronce  | Por equipos        |
| 2019               | Guadalajara (España)    | Medalla de oro     | –68 kg             |
| 2022               | Gaziantep (Turquía)     | Medalla de bronce  | –68 kg             |
| 2022               | Gaziantep (Turquía)     | Medalla de bronce  | Por equipos        |
| 2023               | Guadalajara (España)    | Medalla de bronce  | Por equipos        |